# Rajd Catalunya-Costa Brava 1988
Rajd Catalunya - Costa Brava 1988 (24. Rallye Catalunya - Costa Brava) – 24 edycja rajdu samochodowego Rajd Catalunya - Costa Brava rozgrywanego w Hiszpanii. Rozgrywany był od 12 do 13 lutego 1988 roku. Była to druga runda Rajdowych Mistrzostw Europy w roku 1988 (rajd miał najwyższy współczynnik - 20) oraz pierwsza runda Rajdowych Mistrzostw Hiszpanii.

## Klasyfikacja rajdu
| Miejsce                      | Kierowca                     | Pilot                        | Samochód                     | Czas                         | Strata                       |                              |
| Klasyfikacja generalna i ERC | Klasyfikacja generalna i ERC | Klasyfikacja generalna i ERC | Klasyfikacja generalna i ERC | Klasyfikacja generalna i ERC | Klasyfikacja generalna i ERC | Klasyfikacja generalna i ERC |
| ---------------------------- | ---------------------------- | ---------------------------- | ---------------------------- | ---------------------------- | ---------------------------- | ---------------------------- |
| 1.                           | Bruno Saby                   | Jean-François Fauchille      | Lancia Delta HF 4WD          | 5:11:54                      | 0.0                          |                              |
| 2.                           | Carlos Sainz                 | Luis Moya                    | Ford Sierra RS Cosworth      | 5:17:16                      | +5:22                        |                              |
| 3.                           | Michele Rayneri              | Aldo Cigala                  | Volkswagen Golf II GTi 16V   | 5:30:41                      | +18:47                       |                              |
| 4.                           | Paola De Martini             | Umberta Gibellini            | Audi Coupé Quattro           | 5:31:47                      | +19:53                       |                              |
| 5.                           | Josep Arqué                  | Álex Romaní                  | Volkswagen Golf II GTi 16V   | 5:32:09                      | +20:15                       |                              |
| 6.                           | Jesús Puras                  | Tomás Aguado                 | Ford Sierra RS Cosworth      | 5:34:41                      | +22:47                       |                              |
| 7.                           | Josep Maria Bardolet         | Pilar Compte                 | Citroën Visa GTi             | 5:36:04                      | +24:10                       |                              |
| 8.                           | Gustavo Trelles              | Daniel Muzio                 | Lancia Delta HF 4WD          | 5:39:37                      | +27:43                       |                              |
| 9.                           | Josep Teixidor               | Lluis Teixidor               | Peugeot 205 GTI              | 5:46:24                      | +34:30                       |                              |
| 10.                          | Rafael Martorell             | Gràcia Bou                   | Peugeot 309 GTI              | 5:47:44                      | +35:50                       |                              |